# Keita Takahata
Keita Takahata (高畑 奎汰 Takahata Keita?, Ōita, Ōita, 16 de septiembre de 2000) es un futbolista japonés que juega como centrocampista en el V-Varen Nagasaki de la J2 League.

## Trayectoria
En 2019 se unió al Oita Trinita. Después de eso, jugó en el Gainare Tottori.

## Clubes
| Club                     | País  | Año       |
| ------------------------ | ----- | --------- |
| Oita Trinita             | Japón | 2019-2023 |
| Gainare Tottori (cedido) | Japón | 2019      |
| Júbilo Iwata             | Japón | 2024      |
| V-Varen Nagasaki         | Japón | 2025-     |